# Temperatura de operação
Uma temperatura de operação é a temperatura em que um dispositivo elétrico, mecânico ou um sistema para produção e tratamento de determinada operação na indústria química (como um reator químico opera. O dispositivo vai operar de forma eficaz dentro de um determinado intervalo de temperatura que varia de acordo com a função de dispositivo e contexto de aplicação, e vai desde a temperatura mínima de funcionamento até a temperatura máxima de funcionamento (ou temperatura de pico de operação). Fora deste intervalo, o dispositivo pode falhar ou não executar corretamente sua finalidade (p.ex., certas reações químicas não ocorrem abaixo de determinada temperatura ou alteram-se em outras indesejadas acima de outra temperatura). Dispositivos de medição, por exemplo, só devem operar numa faixa estreita de temperatura para a qual foram aferidos. Dispositivos aeroespaciais e militares de grau geralmente operam em uma faixa mais ampla de temperatura do que os dispositivos industrial; dispositivos da classe ao consumidor geralmente têm a menor faixa de temperatura operacional (exemplificando, uma ferramenta elétrica profissional tolera alta temperatura durante muito tempo, ao contrário de uma de uso para hobby ou doméstica).